# 叶鬼蟹科
叶鬼蟹科（学名：Phyllotymolinidae）是十足目下的一个科。

## 下属分类
本科包括以下属：
- Genkaia
- Lonchodactylus
- 叶鬼蟹属 Phyllotymolinum